# Sandro Acerbo
Sandro Acerbo, pseudonimo di Alessandro Ancidoni (Roma, 5 settembre 1955), è un doppiatore, direttore del doppiaggio e dialoghista italiano.

## Biografia
Figlio di un artigiano, inizia la propria carriera di doppiatore da bambino, prestando voce a Matthew Garber nell'edizione italiana del film Walt Disney Mary Poppins, Duane Chase nel ruolo di Kurt Von Trapp in Tutti insieme appassionatamente e al personaggio di Pizzi nel lungometraggio animato La carica dei cento e uno. È proprio qui che nasce il suo pseudonimo: la madre, Paola Acerbo, incontrò per combinazione un'ex compagna di scuola impiegata presso l'amministrazione della C.D.C.. Dovendo compilare la liberatoria, la dipendente scrisse per errore il cognome da nubile dell'amica (Acerbo, per l'appunto), anziché quello da coniugata, oltre al diminutivo "Sandro". Diplomato al Liceo Classico Terenzio Mamiani di Roma e laureato in giurisprudenza dal 1982, rinuncia definitivamente alla carriera forense. 
È noto soprattutto come principale voce italiana di Brad Pitt e Will Smith, nonché per aver doppiato John Ritter nella serie Tre cuori in affitto, Michael J. Fox nella serie Casa Keaton e negli ultimi due capitoli della trilogia di Ritorno al futuro, Gary Sinise nel ruolo di Mac Taylor nel telefilm CSI: NY, Simon Baker nel ruolo di Patrick Jane in The Mentalist, James Spader in Boston Legal e agli attori Robert Downey Jr., Matthew Broderick, Nicolas Cage, Timothy Hutton, Christian Slater, Dan Aykroyd, Greg Kinnear, Val Kilmer e Hugh Grant in alcune significative interpretazioni, inoltre ha doppiato il celebre ballerino e coreografo Michail Baryšnikov nel film Il Sole a Mezzanotte. Mike Wazowski in Monsters University, in seguito alla scomparsa di Tonino Accolla che gli aveva prestato la voce in Monsters & Co..
Tra gli attori doppiati vi sono, Bill Pullman, Peter Gallagher, John Leguizamo, Mickey Rourke, Kevin Bacon, Keanu Reeves, Eddie Murphy e Ben Stiller.
È fratello dell'attore Maurizio Ancidoni e della doppiatrice Rossella Acerbo, e cugino dei doppiatori Fabrizio Manfredi e Massimiliano Manfredi. La sua voce è stata impiegata anche in diverse pubblicità, per marchi famosi. Dal 2019, dopo la morte del fratello Maurizio, è stato per alcuni anni presidente della CDC Sefit Group.
Come direttore del doppiaggio, tra i suoi lavori figurano: Heat - La sfida, Magnolia, American Psycho, The Prestige, Gravity, 12 anni schiavo, la saga di Fast & Furious, i film di 007 con protagonista Daniel Craig, la serie tv Il Trono di Spade e il suo spin-off House of the Dragon.

## Doppiaggio

### Film
- Brad Pitt in In mezzo scorre il fiume, Vento di passioni, Intervista col vampiro, Seven, Sleepers, L'ombra del diavolo, Sette anni in Tibet, Vi presento Joe Black, Fight Club, Snatch - Lo strappo, The Mexican - Amore senza la sicura, Spy Game, Ocean's Eleven - Fate il vostro gioco, Full Frontal, Ocean's Twelve, Mr. & Mrs. Smith, Babel, Ocean's Thirteen, L'assassinio di Jesse James per mano del codardo Robert Ford, Burn After Reading - A prova di spia, Il curioso caso di Benjamin Button, Bastardi senza gloria, The Tree of Life, L'arte di vincere, Cogan - Killing Them Softly, World War Z, 12 anni schiavo, Fury, By the Sea, La grande scommessa, Allied - Un'ombra nascosta, War Machine, C'era una volta a... Hollywood, Ad Astra, The Lost City, Bullet Train, Babylon, Wolfs - Lupi solitari, F1 - Il film
- Will Smith in Men in Black, Wild Wild West, Men in Black II, Bad Boys II, Io, robot, Hitch - Lui sì che capisce le donne, La ricerca della felicità, Io sono leggenda, Hancock, Sette anime, Men in Black 3, After Earth, Storia d'inverno, Anchorman 2 - Fotti la notizia, Focus - Niente è come sembra, Zona d'ombra, Suicide Squad, Collateral Beauty, Bright, Aladdin[4], Gemini Man, Bad Boys for Life, Una famiglia vincente - King Richard, Emancipation - Oltre la libertà, Bad Boys: Ride or Die
- Robert Downey Jr. in La grande promessa, Uno strano caso, Verdetto finale, Bolle di sapone, 4 fantasmi per un sogno, Only You - Amore a prima vista, A casa per le vacanze, Complice la notte, U.S. Marshals - Caccia senza tregua, Black & White, Gothika, Kiss Kiss Bang Bang, Zodiac, Chef - La ricetta perfetta
- Michael J. Fox ne Il segreto del mio successo, Le mille luci di New York, Vittime di guerra, Ritorno al futuro - Parte II, Ritorno al futuro - Parte III, Insieme per forza, Amore con interessi, Caro zio Joe, Sospesi nel tempo, Interstate 60
- Matthew Broderick in Amici, complici, amanti, Sono affari di famiglia, Glory - Uomini di gloria, Il rompiscatole, Godzilla, La donna perfetta, Last Shot, The Producers - Una gaia commedia neonazista, Quando tutto cambia, Un disastro di ragazza
- Nicolas Cage in Peggy Sue si è sposata, Mi gioco la moglie... a Las Vegas, Cara, insopportabile Tess, Può succedere anche a te, 8mm - Delitto a luci rosse, Il ladro di orchidee, Ghost Rider, Kick-Ass
- Timothy Hutton in Accadde in paradiso, La metà oscura, Conseguenze pericolose, Beautiful Girls, La figlia del generale, Solo una notte, La costa del sole, Secret Window, Kinsey, Più forte delle parole
- Christian Slater in Il nome della rosa, Alza il volume, Poliziotto in blue jeans, Jimmy Hollywood, Cose molto cattive, Pioggia infernale, The Contender, La rapina, Nella mente del serial killer, Bobby, Blink Twice
- Rob Lowe in Oxford University, A proposito della notte scorsa..., Austin Powers - La spia che ci provava, L'ombra dello scorpione, Un giorno perfetto, Il primo dei bugiardi, Untouchable - L'amore fa impazzire, Sex Tape - Finiti in rete, The Interview
- Dan Aykroyd in Spie come noi, I signori della truffa, Ho sposato un'aliena, Papà, ho trovato un amico, Il mio primo bacio, Poliziotti a due zampe, Il perdente, American School
- Greg Kinnear in Sabrina, C'è posta per te, Betty Love, The Gift, Qualcuno come te, Godsend - Il male è rinato, The Matador
- Val Kilmer in Top Gun, Killing Me Again - Uccidimi due volte, Le ali del coraggio, Heat - La sfida, Pianeta rosso, Pollock, Spartan, MacGruber, Top Gun: Maverick
- Andrew McCarthy in Catholic Boys, L'anno del terrore, St. Elmo's Fire, Week-end senza il morto, Scomodi omicidi, Mannequin
- Hugh Grant in Luna di fiele, Quel che resta del giorno, Ragione e sentimento, L'inglese che salì la collina e scese da una montagna
- Bill Pullman in Balle spaziali, Insonnia d'amore, A letto con l'amico, Wyatt Earp, Independence Day - Rigenerazione
- James Spader in Stargate, The Watcher, Driftwood - Ossessione fatale, Secretary, Il mistero della pietra magica
- Peter Facinelli in Twilight, New Moon, Eclipse, The Twilight Saga: Breaking Dawn - Parte 1, The Twilight Saga: Breaking Dawn - Parte 2
- Peter Gallagher in Zia Giulia e la telenovela, Fallen Angels, Milena, A Gillian, per il suo compleanno, Il ritmo del successo, Center Stage: Turn It Up, Californication
- John Leguizamo in Super Mario Bros., The Fan - Il mito, The Pest, Danni collaterali
- Nicholas Hammond in Generazioni, Primo contatto, Star Trek - L'insurrezione, Star Trek - La nemesi
- Matthew Modine ne La partita, I ricordi di Abbey, Oltre il limite
- Joe Pantoliano in Una perfetta coppia di svitati, Il fuggitivo, Bad Boys
- Kevin Bacon in The Woodsman - Il segreto, The Air I Breathe, Linea mortale, Super - Attento crimine!!!
- Lou Diamond Phillips in Faccia di rame, La Bamba, Assassinio al Presidio
- Marc McClure in Superman, Superman II, Superman III
- Keanu Reeves in Dracula di Bram Stoker, Thumbsucker - Il succhiapollice
- Billy Bob Thornton in Daddy & Them - Una famiglia di pecore nere, The Informers - Vite oltre il limite
- Michael Biehn ne L'ultimo inganno, Cherry Falls - Il paese del male
- Mike Binder in Una moglie ideale, Litigi d'amore
- Kevin Costner in Silverado, Robin Hood - Principe dei ladri (ridoppiaggio)
- Terrence Howard ne Il buio nell'anima, La regola del silenzio - The Company You Keep
- Dermot Mulroney in Nome in codice: Nina, Donne, regole... e tanti guai!
- David Morse in Spy, Cuori in Atlantide
- C. Thomas Howell in The Hitcher - La lunga strada della paura, Il ritorno dei tre moschettieri
- Steve Buscemi in In the Soup - Un mare di guai, 28 giorni
- Ben Stiller in Giovani, carini e disoccupati, Vendetta trasversale
- Peter MacNicol in Black Jack, Breakin' All the Rules
- Michael Sheen in I due presidenti, The Adventurer - Il mistero dello scrigno di Mida
- Tom McCarthy in Syriana, 2012
- Aidan Quinn in Una gelata precoce, La chiave di Sara
- Campbell Scott in Duma, The Exorcism of Emily Rose
- Gary Sinise in Apollo 13, Insoliti criminali
- Frank Whaley in Nato il quattro luglio, World Trade Center
- Roberto Pace in Innocenza e turbamento, Il vizio di famiglia, L'amica di mia madre, Ecco lingua d'argento
- Tony Leung in Infernal Affairs, La battaglia dei tre regni
- Scott Patterson in Saw IV, Saw V
- Ray Romano in Due candidati per una poltrona
- Doug E. Doug in Cool Runnings - Quattro sottozero
- Robert Addie in Excalibur
- Jace Alexander in Amanti, primedonne
- Tom Arnold in Eroe per caso
- Adam Storke ne La morte ti fa bella
- Adam Baldwin in Gente comune
- Antonio Banderas in Intrighi e piaceri a Baton Rouge
- Gary Basaraba in Nessuna pietà
- Michael Beatty in Travolti dal destino
- Dylan Walsh ne  La casa sul lago del tempo
- Chris Evans in Sunshine
- Jeff Bridges in Rebus per un assassinio
- Christophe Bouquin in Mak π 100
- Patrick Breen in Crime Party
- Dwyer Brown ne L'uomo dei sogni
- Billy Burke in Squadra 49
- Pedro Cardoso in Quattro giorni a settembre
- Josh Charles in Amici per gioco, amici per sesso
- Jason Clarke in Apes Revolution - Il pianeta delle scimmie
- Clifton Collins Jr. in 2013 - La fortezza
- Chris Conrad in Mortal Kombat II
- Pierre Cosso in I miei primi 40 anni
- D. B. Sweeney in La fine del gioco, Vincere insieme
- Nigel Court in Russicum - I giorni del diavolo
- Russell Crowe in Pronti a morire
- Jon Cryer in Superman IV
- Billy Crystal in Due padri di troppo
- Julian McMahon in Premonition
- Lee Curreri in Saranno famosi
- Tim Daly in Dr. Jekyll e Miss Hyde
- Joseph D'Onofrio in Bronx
- Stephen Dorff in Space Truckers
- Michael Dudikoff in Fuga nella notte
- Giancarlo Esposito in Aule turbolente
- William Fichtner in Crash - Contatto fisico
- Colin Firth in Trauma
- Dan Futterman in Via dall'incubo
- László Gálffy in Il colonnello Redl
- Mark Umbers in Sogni e delitti
- Carlos Gallardo in El mariachi
- Paul Giamatti in Il negoziatore
- Thomas Gibson in Cuori ribelli
- Jeff Goldblum ne Il mondo perduto - Jurassic Park
- D.L. Hughley in Shackles - Benvenuti alla scuola dei duri
- Kyle MacLachlan in Moonshine Highway
- Eric Stoltz in Vita di cristallo
- Rick Rossovich in Roxanne
- David Marshall Grant in Il vincitore
- Tim Guinee in Tai-Pan
- Ian Hart in Michael Collins
- Evan Handler in Taps - Squilli di rivolta
- John Hawkes in La tempesta perfetta
- Ioan Gruffudd in Un segreto tra di noi
- John Haymes Newton in Alive - Sopravvissuti
- Neal Israel in Senti chi parla
- Israel Juarbe in Per vincere domani - The Karate Kid
- Alexander Siddig in Nativity
- Gary Kemp in Guardia del corpo
- Johnny Knoxville in Life Without Dick
- Thomas Kretschmann in Stalingrad
- Denis Leary in Gunmen - Banditi
- Jason Scott Lee in Dragon - La storia di Bruce Lee
- Julio Levi ne La ragazza di Rio
- Damian Lewis in L'acchiappasogni
- Sig Libowitz in The Believer
- Vincent Lindon in Il tempo delle mele 3
- Tom Lowell ne La gnomo mobile
- Benoît Magimel in I fiumi di porpora 2 - Gli angeli dell'Apocalisse
- Tom Jennings in Mad Max - Oltre la sfera del tuono
- David Spade in Jack e Jill
- John Malkovich ne Il tè nel deserto
- John Philbin ne Il ritorno dei morti viventi
- Dan Gauthier in Cara dolce strega
- Thom Mathews in Il ritorno dei morti viventi 2
- Dylan McDermott in Nel centro del mirino
- Michael McKean in Avventure di un uomo invisibile
- Dennis Miller in The Net - Intrappolata nella rete
- Jordi Mollà in Blow
- Esai Morales in The Principal - Una classe violenta
- Mike Myers in Mia moglie è una pazza assassina?
- David Naughton in Un lupo mannaro americano a Londra
- Dylan Neal in 40 giorni & 40 notti
- Judd Nelson in Fandango
- Tim Blake Nelson in Fratello, dove sei?
- Edward Norton in Larry Flynt - Oltre lo scandalo
- Tom O'Brien in Il corpo del reato
- Brían F. O'Byrne in The International
- Robbie Page in Surf, surf, surf
- John Pankow in Una estranea fra noi
- Stuart Paul in Ricominciare ad amarsi ancora
- Tim Roth in Cuore di tenebra
- Tony Shalhoub in I tredici spettri
- Charles Martin Smith in Starman
- Steven Spielberg in The Blues Brothers
- Christopher Evan Welch in Vicky Cristina Barcelona
- Bruce Willis in Intrigo a Hollywood
- Matthew Garber in Mary Poppins
- Alessandro Momo in Malizia, Peccato veniale, Profumo di donna
- Urbano Barberini in Opera
- Leo Colonna in L'insegnante va in collegio, L'infermiera di notte
- Tupac Shakur in Poetic Justice
- Bill Tung in Police Story 3: Supercop
- Loren Dean in Crimini invisibili, Scambio di identità
- Dave Coulier in Nolan - Come diventare un supereroe
- Josh Brolin in I Goonies
- Takuma Otoo in Onigoroshi - Demon City
- Laurent Biras in Dream Team
- Jean Dujardin in Piccole bugie tra amici
- Richard Gilliand in Un autentico campione
- Dario Silvagni in La liceale seduce i professori
- David Whiteley in Killer Elite
- Armand Schultz in Vanilla Sky
- Antonio Melidoni in La compagna di banco
- Jeff Biehl in Dove eravamo rimasti
- Éric Drigeard in Bis Ritorno al passato
- Sam Redford in Against the Ice
- Russell Peters in Clifford - Il grande cane rosso
- James Daughton in Animal House (scene ridoppiate)
- Martin Freeman in Miller's Girl
- Jerry Seinfeld in Unfrosted - Storia di uno snack americano

### Film d'animazione
- Principe in Heidi diventa principessa
- Mirtillo ne La collina dei conigli
- Principe in Biancaneve - E vissero felici e contenti
- Alessandro in Alexander
- Vakama in Bionicle 2 - Le leggende di Metru Nui
- Mike Wazowski in Monsters University
- Duke ne L'isola dei cani
- Pizzi ne La carica dei cento e uno
- Figlio di Hathi ne Il libro della giungla
- Protagonista Tesoro dove sono i miei pantaloni? in The LEGO Movie
- Keith in IF - Gli amici immaginari
- Shin in Ken il guerriero (ridoppiaggio)

### Televisione
- Michael J. Fox in Casa Keaton, Scrubs - Medici ai primi ferri, The Good Wife, Designated Survivor
- Campbell Scott in Six Degrees - Sei gradi di separazione, House of Cards - Gli intrighi del potere
- Nicolas Hammond in Star Trek: The Next Generation, Star Trek: Deep Space Nine, Star Trek: Voyager, Star Trek: Enterprise
- Gary Sinise in CSI: NY, Tredici
- Matthew Broderick in Daybreak
- Simon Baker in The Mentalist
- Víctor Mosqueira in Paso adelante
- Thomas Cavanagh in The Flash
- Willie Garson in White Collar
- Christian Slater in Willow
- Christian Slater in My Own Worst Enemy
- James Spader in Boston Legal
- Kyle MacLachlan in Desperate Housewives (1^ voce)
- Justin Theroux in The Leftovers - Svaniti nel nulla
- John Ritter in Tre cuori in affitto
- Geoffrey Owens ne I Robinson (3ª voce)
- Peter Wingfield ne La regina di spade
- Jean Dujardin in Zorro
- Jerry Seinfeld in Seinfeld
- Boris Isarov ne Il brivido dell'imprevisto
- Bill Wu in Fuori in 72 ore
- Lou Diamond Phillips in Criminal Minds
- Brad Pitt, Billy Crystal e Michael Rapaport in Friends
- Guillaume de Tonquédec ne Il commissario Cordier[5]
- Andy Buckley in FUBAR

### Soap opera e telenovelas
- Fernando Carrillo in Marilena, La signora in rosa, La ragazza del circo, Primavera, Pasionaria
- Eduardo Sapac in Perla nera
- Cláudio Cavalcanti in Maria, Maria
- Gustavo Bermudez in Grecia
- Tony Ramos in Giungla di cemento

### Cartoni animati
- Pizzi in La carica dei cento e uno
- George Minami in Tekkaman
- Takeshi/Polymar in Hurricane Polimar
- Kaito in Hunter × Hunter
- Kakugo Hagakure ne Il destino di Kakugo
- Allen Shezar ne I cieli di Escaflowne
- Andy Von De Aniate in Cowboy Bebop
- Hubb Lebowski in Wolf's Rain
- Millions Knives in Trigun
- Askeladd in Vinland Saga
- Nuke in Il Grande Mazinga
- Will Smith ne I Simpson
- Mike Wazowski in Monsters & Co. la serie - Lavori in corso!
- Portiere (st. 9+) in Curioso come George
- Yancy Fry Sr. (ep. 9x02) in Futurama[6]

### Videogiochi
- Gremlin Gus in Epic Mickey 2: L'avventura di Topolino e Oswald (2012)[7]
- Michael "Mike" Wazowski in Disney Infinity (2013)[8]

## Riconoscimenti
- Gran Galà del Doppiaggio Romics DD anno 2003, Premio alla direzione del doppiaggio
- Festival del doppiaggio Voci nell'Ombra, anno 2007 sezione cinema per Robert Downey Jr. in Zodiac
- Festival Nazionale del Cinema, Teatro, Televisione di Villa Basilica (Lu), anno 2008
- Leggio d'oro direzione del doppiaggio per 12 anni schiavo, anno 2014[9]